# Favulina
Favulina es un género de foraminífero bentónico de la Subfamilia Oolininae, de la Familia Ellipsolagenidae, de la Superfamilia Polymorphinoidea, del Suborden Lagenina y del Orden Lagenida. Su especie-tipo es Entosolenia squamosa. Su rango cronoestratigráfico abarca desde el Mioceno hasta la Actualidad.

## Discusión
Clasificaciones previas incluían Favulina en la Superfamilia Nodosarioidea.

## Clasificación
Favulina incluye a las siguientes especies:
- Favulina colubrosacosta
- Favulina epibathra
- Favulina favosopunctata
- Favulina hexagona
  - Favulina hexagona apertura
  - Favulina hexagona apicostata
- Favulina hexagoniformis
- Favulina lineatopunctata
- Favulina melo
- Favulina melosquamosa
- Favulina prolatella
- Favulina quasiperthensis
- Favulina scalariformis
- Favulina squamosa
- Favulina vadosa

Otras especies consideradas en Favulina son:
- Favulina globosa, aceptado como Oolina globosa
- Favulina lineata, aceptado como Oolina lineata
- Favulina variata, aceptado como Oolina variata